# План Б (фильм, 2009)
«План Б» (исп. Plan B) — дебютный полнометражный фильм сценариста и режиссёра Марко Бергера, история аргентинского парня, который соблазняет бойфренда своей бывшей подруги.
Картина участвовала в официальных отборах на Международном фестивале независимого кино в Буэнос-Айресе (BAFICI), Римском международном кинофестивале, Лондонском кинофестивале, кинофестивалях в Гаване, Палм-Спрингсе, Бильбао, Тулузе, Амстердаме и Мельбурне.

## Сюжет
После разрыва Бруно с Лаурой, в голове молодого человека зреет безумный план, цель которого — вернуть девушку обратно. Бруно знает, что у Лауры есть новый бойфренд по имени Пабло, и этот самый Пабло раньше имел опыт отношений с парнями.
Бруно решает соблазнить Пабло и таким образом дискредитировать его в глазах Лауры. Дуэль из-за женщины сближает парней. Общие интересы, воспоминания, пристрастие к алкоголю и легким наркотикам толкают их в объятия друг друга и заставляют пересмотреть свою сексуальность. К концу фильма Бруно понимает, что ему не нужна Лаура, а Пабло — тот, кого он давно искал.

## В ролях
| Актёр                  | Роль         |
| ---------------------- | ------------ |
| Мануэль Вигнау         | Бруно        |
| Лукас Ферраро          | Пабло        |
| Мерседес Кинтерос      | Лаура        |
| Дамиан Кандуси         | Виктор       |
| Ана Лусия Антони       | Анна         |
| Каролина Стегмайер     | Вероника     |
| Антония де Микелис     | мать Виктора |
| Ариэль Нуньес Ди Кросе | Хавьер       |